# Pteromalus serratae
Pteromalus serratae är en stekelart som beskrevs av Graham 1984. Pteromalus serratae ingår i släktet Pteromalus och familjen puppglanssteklar. Inga underarter finns listade i Catalogue of Life.